# 克拉姆萨赫
克拉姆萨赫是奥地利蒂罗尔州库夫施泰因县的一个市镇。总面积26.9平方公里，总人口4530人，人口密度168.4人/平方公里（2005年）。